# العلاقات الكويتية الفيجية
العلاقات الكويتية الفيجية هي العلاقات الثنائية التي تجمع بين الكويت وفيجي.

## مقارنة بين البلدين
هذه مقارنة عامة ومرجعية للدولتين:
| وجه المقارنة                                              | الكويت        | فيجي                                                                 |
| --------------------------------------------------------- | ------------- | -------------------------------------------------------------------- |
| المساحة (كم2)                                             | 17.82 ألف     | 18.27 ألف                                                            |
| عدد السكان (نسمة)                                         | 4.14 مليون    | 915.30 ألف                                                           |
| الكثافة السكانية (ن./كم²)                                 | 232.32        | 50.1                                                                 |
| العاصمة                                                   | مدينة الكويت  | سوفا                                                                 |
| اللغة الرسمية                                             | اللغة العربية | لغة إنجليزية، اللغة الفيجية، اللغة الفيجي الهندية، اللغة الهندستانية |
| العملة                                                    | دينار كويتي   | دولار فيجي                                                           |
| الناتج المحلي الإجمالي (بليون دولار)                      | 120.13 مليار  | 5.06 مليار                                                           |
| الناتج المحلي الإجمالي (تعادل القوة الشرائية) بليون دولار | 290.53 مليار  | 8.32 مليار                                                           |
| الناتج المحلي الإجمالي الاسمي للفرد دولار أمريكي          | 29.30 ألف     | 4.96 ألف                                                             |
| الناتج المحلي الإجمالي للفرد دولار أمريكي                 | 73.25 ألف     | 8.79 ألف                                                             |
| مؤشر التنمية البشرية                                      | 0.816         | 0.727                                                                |
| رمز المكالمات الدولي                                      | +965          | +679                                                                 |
| رمز الإنترنت                                              | .kw           | .fj                                                                  |
| المنطقة الزمنية                                           | ت ع م+03:00   | ت ع م+12:00                                                          |

## منظمات دولية مشتركة
يشترك البلدان في عضوية مجموعة من المنظمات الدولية، منها:
| علم المنظمة | اسم المنظمة                               | تاريخ انضمام الكويت | تاريخ انضمام فيجي |
| ----------- | ----------------------------------------- | ------------------- | ----------------- |
|             | المنظمة الهيدروغرافية الدولية             | ?                   | ?                 |
|             | الاتحاد البريدي العالمي                   | ?                   | ?                 |
|             | يونسكو                                    | 18 نوفمبر 1960      | 14 يوليو 1983     |
|             | البنك الدولي للإنشاء والتعمير             | 13 سبتمبر 1962      | 28 مايو 1971      |
|             | منظمة التجارة العالمية                    | ?                   | ?                 |
|             | وكالة ضمان الاستثمار متعدد الأطراف        | 12 أبريل 1988       | 24 سبتمبر 1990    |
|             | الاتحاد الدولي للاتصالات                  | 14 أغسطس 1959       | 5 مايو 1971       |
|             | منظمة الشرطة الجنائية الدولية             | ?                   | ?                 |
|             | مؤسسة التمويل الدولية                     | 13 سبتمبر 1962      | 12 يوليو 1979     |
|             | الأمم المتحدة                             | 14 مايو 1963        | 13 أكتوبر 1970    |
|             | مؤسسة التنمية الدولية                     | 13 سبتمبر 1962      | 29 سبتمبر 1972    |
|             | منظمة حظر الأسلحة الكيميائية              | ?                   | ?                 |
|             | المركز الدولي لتسوية المنازعات الاستشارية | 4 مارس 1979         | 10 سبتمبر 1977    |

## وصلات خارجية
- موقع وزارة الخارجية الكويتية
- موقع وزارة الخارجية الفيجية